# Mit eiserner Hand
Mir eiserner Hand (Originaltitel: Mano de hierro) ist eine spanische Fernsehserie, die in der katalanischen, am Mittelmeer gelegenen Hafenstadt Barcelona spielt und die die Geschichte einer dort im Drogengeschäft agierenden Familie erzählt. Die Serie wurde vom Mediapro-Studio für den Streaming-Dienst Netflix produziert. Eduard Fernández, Jaime Lorente, Chino Darín, Natalia de Molina und Sergi López gehören zur Besetzung. Die Premiere auf Netflix erfolgte am 15. März 2024. Bisher existiert eine erste Staffel mit acht Episoden. Ob es eine weitere Staffel geben wird, gilt derzeit (Stand 5. Mai 2024) als unklar.

## Handlung
Der Hafen von Barcelona ist der drittgrößte spanische Hafen und der neuntgrößte Containerhafen Europas. Er gilt als wichtiger Umschlagplatz für Güter aller Art. Tag für Tag kommen fast 6.000 Container aus aller Welt in der katalanischen Hauptstadt an, deren Inhalte von dort aus in den gesamten europäischen Mittelmeerraum gehen. Joaquín Manchado (gespielt von Eduard Fernández) ist der Besitzer des Hauptterminals dieses Seehafens. Über dieses Terminal organisiert er Drogenlieferungen aus Mittel- und Lateinamerika nach Europa. Bereits als junger Mann hat er sich gemeinsam mit seinem Bruder Román (Sergi López), der ihm zwar kognitiv unterlegen, aber körperlich deutlich überlegen ist, Ansehen im Hafengebiet erarbeitet und Stück für Stück an Macht und Einfluss gewonnen. In jener Zeit verlor Manchado eine Hand, an deren Stelle er seitdem einen metallenen Greifhaken trägt, der namensgebend für die Serie ist. Der Titel der Serie bezieht sich außerdem in zweiter Bedeutung darauf, dass Manchado erbarmungslos vorgeht, keinen Widersacher am Leben lässt und keine Illoyalität verzeiht. So beginnt die Serie auch direkt mit einer Hinrichtungsszene, in der Manchado einen früheren Vertrauten töten lässt, der ihn bestohlen hat.
Zu dem Zeitpunkt, zu dem die Serie spielt, ist es Manchado gelungen, seine Tochter Rocío (Natalia de Molina) in die Hafenverwaltung und seinen Schwiegersohn Néstor (Haus-des-Geldes-Star Jaime Lorente) beim Zoll einzuschleusen. Sein Bruder fungiert weiterhin als sein wichtigster Handlanger. Außerdem arbeitet ein korrupter Polizist der Guardia Civil für ihn (gespielt von Salva Reina). Manchado hat ein gut strukturiertes kriminelles Netzwerk aufgebaut, um risikoarm illegale Ware für andere kriminelle Banden über den Hafen einführen zu können.
Hauptsächliche Handlung der Serie ist eine Lieferung von 30 Tonnen Kokain aus Mexiko (Codename: „Die Post des Zaren“), die kurz nach dem Eintreffen in Barcelona gestohlen wird. Dieser Diebstahl löst einen Bandenkonflikt zwischen den mexikanischen Lieferanten, der Familie Manchado und einem italienischen Mafia-Clan (der die Ladung im Wert von 40 Millionen Euro bezahlt hat) aus. Das Besondere an der Handlung ist, dass die Hauptfigur Joaquín Manchado relativ zu Beginn der Serie im Zusammenhang mit dem Diebstahl des Kokains schwer verletzt wird und bis zum Ende der letzten Folge im Koma liegt. Er taucht somit in der Serie vor allem in Rückblenden auf, in denen sein gesamter krimineller Werdegang vom Jugendalter bis zum heimlichen Herrscher über den Hafen nachgezeichnet wird.
Während die verbliebene Familie Manchado verzweifelt die gestohlene Ladung Kokain sucht, stehen sie unter dem Druck der mexikanischen Lieferanten und der italienischen Käufer. Außerdem kommt ihnen die Polizei unter der Führung der Staatsanwältin Herrero (Ana Torrent) immer näher, für die zwei verdeckte Ermittler (Víctor Julve (Chino Darín), ein Jugendfreund von Manchados Tochter und seinem Schwiegersohn, und Nuria (Melina Matthews)) innerhalb der Bande bzw. im Hafen arbeiten.
In einer gleichzeitig ablaufenden Nebenhandlung wird die Geschichte der mexikanischen Lieferanten erzählt, dem Geschwisterpaar Ariel und Lucía Ramírez-Pereira (gespielt von Raúl Briones und Gianni Fruttero), dessen weiblicher Part Lucía als tough und souverän dargestellt wird, während ihr Bruder Ariel mit starken psychischen Problemen zu kämpfen hat und sich in Barcelona Hilfe bei einem Guru sucht. Die Hintergründe dieser psychischen Probleme werden ebenfalls in Rückblenden nach und nach aufgedeckt.

## Besetzung

### Hauptdarsteller
- Eduard Fernández als Joaquín Manchado
- Jaime Lorente als Néstor
- Chino Darín als Víctor Julve
- Natalia de Molina als Rocío Manchado
- Sergi López als Román Manchado
- Enric Auquer als Ricardo Manchado

### Nebendarsteller
- Daniel Grao als Borrás
- Daniel Holguín als El Flaco
- Raúl Briones als Ariel Ramírez-Pereira
- Salva Reina als Miki
- Gianni Fruttero als Lucía Ramírez-Pereira
- Cosimo Fusco als der Franzose
- Ana Torrent als Staatsanwältin Herrero
- Melina Matthews als Nuria
- Joel Bosqued als Álex
- Roberto Mateos als Rafael Ramírez-Pereira

## Episoden
| Folge | Titel                      | Regie        | Drehbuch                                            |
| ----- | -------------------------- | ------------ | --------------------------------------------------- |
| 01    | Das Gesetz des Hafens      | Lluís Quílez | Lluís Quílez und Arturo Ruiz Serrano                |
| 02    | Lang lebe der König        | Lluís Quílez | Lluís Quílez und Arturo Ruiz Serrano                |
| 03    | Blutiger Thron             | Lluís Quílez | Lluís Quílez und Asier Guerricaechevarría           |
| 04    | Alles oder nichts          | Lluís Quílez | Lluís Quílez und Daniel Corpas                      |
| 05    | Auge um Auge, Zahn um Zahn | Lluís Quílez | Lluís Quílez und Daniel Corpas                      |
| 06    | Ein Böses Omen             | Lluís Quílez | Lluís Quílez und Daniel Corpas                      |
| 07    | Am Scheideweg              | Lluís Quílez | Lluís Quílez, Daniel Corpas und Arturo Ruiz Serrano |
| 08    | Eine Frage des Blutes      | Lluís Quílez | Lluís Quílez und Arturo Ruiz Serrano                |